# Chapinophis xanthocheilus
Chapinophis xanthocheilus är en ormart som beskrevs av Campbell och Smith 1998. Chapinophis xanthocheilus är ensam i släktet Chapinophis som ingår i familjen snokar. IUCN kategoriserar arten globalt som otillräckligt studerad. Inga underarter finns listade i Catalogue of Life.
Arten förekommer i bergstrakter i Guatemala. Den vistas i regioner som ligger 1830 till 2300 meter över havet.
Ormen är med en längd mindre än 75 cm liten. Den vistas främst på marken i skogar och den gömmer sig ofta i lövskiktet. Antagligen lägger honor ägg.